# Aurèle Vandeputte
Aurèle Vandeputte (Brugge, 14 mei 1995) is een Belgische atleet, die gespecialiseerd is in de middellange afstand. Hij werd tot op heden tweemaal Belgisch kampioen.

## Loopbaan
Vandeputte wist zich in 2014 op de 800 m te kwalificeren voor de wereldkampioenschappen voor junioren in Eugene. Hij werd uitgeschakeld in de halve finales. Het jaar nadien kon hij zich op dezelfde afstand plaatsen voor de Europese kampioenschappen U23. Hij werd uitgeschakeld in de series. Hij behaalde dat jaar zijn eerste Belgische titel op de 800 m.
Vandeputte begon zijn atletiekloopbaan bij AC Sodibrug, een loopclub uit Brugge en stapte pas in 2012 over naar een officiële atletiekclub, Houtland AC.

## Belgische kampioenschappen
Outdoor
| Onderdeel | Jaar |
| --------- | ---- |
| 800 m     | 2015 |

Indoor
| Onderdeel | Jaar |
| --------- | ---- |
| 800 m     | 2020 |

## Persoonlijke records
Outdoor
| Onderdeel | Prestatie | Datum            | Plaats  |
| --------- | --------- | ---------------- | ------- |
| 800 m     | 1.45,49   | 3 september 2021 | Brussel |
| 1500 m    | 3.44,02   | 6 juni 2017      | Ninove  |

Indoor
| Onderdeel | Prestatie | Datum            | Plaats           |
| --------- | --------- | ---------------- | ---------------- |
| 800 m     | 1.46,49   | 26 februari 2022 | Louvain-la-Neuve |

## Palmares

### 800 m
- 2014: 6e in ½ fin. WK U20 in Eugene - 1.51,57
- 2015: 7e in reeks EK U23 in Tallinn - 1.51,08
- 2015:  BK AC - 1.48,65
- 2018:  BK indoor AC - 1.51,17
- 2019:  BK AC - 1.49,20
- 2020:  BK indoor AC - 1.49,26
- 2020:  BK AC - 1.50,35
- 2021: 4e in reeks EK indoor in Toruń - 1.50,30
- 2021:  BK AC - 1.48,79
- 2022:  BK indoor AC - 1.46,49
- 2022:  BK AC - 1.45,65
- 2023:  BK indoor AC – 1.50,83